# Mutěnice (Moravia meridionale)
Mutěnice (in tedesco Mutenitz) è un comune della Repubblica Ceca facente parte del distretto di Hodonín, in Moravia Meridionale.